# Margreth Weivers
Margreth Weivers (født 24. juli 1926 i Stockholm, død 3. februar 2021 samme sted) var en svensk skuespillerinde, der medvirkede i omkring 100 film mellem 1943 og 2010.
Wievers gik på Calle Flygare Teaterskola fra 1942 til 1944. Efter endt uddannelse var hun for eksempel tilknyttet Malmö stadsteater med flere. I 1953 sluttede Weivers sig til Östgötateatern, hvor hun var fast medlem indtil 1980.

## Privatliv
Weivers var gift med skuespilleren Bertil Norström fra 1947 og frem til hans død i 2012. Sammen fik de sønnen Per.
Weivers døde den 3. februar 2021, 94 år gammel. Hun ligger begravet på Lidingö Kyrkogård.

## Udvalgt filmografi
- Når ungdommen vågner (1943)
- Er svenskerne sådan (1964)
- En kærlighedshistorie (1970)
- Blomstrende tider (1980)
- Sverige åt svenskarna (1980)
- Sally og friheden (1981)
- Zoombie (tv-serie, 1982)
- Taxibilder (tv-serie, 1984)
- Rosen (1984)
- Manden fra Mallorca (1984)
- Min elskede - Amorosa (1986)
- Moa (1986)
- I lovens navn (1986)
- Du (1987)
- Det niende kompagni (1987)
- Varuhuset (tv-serie, 1987-1988)
- Maskemorderen (1988, ukrediteret)
- Storstad (tv-serie, 1991)
- Den ufrivillige golfspiller (1991)
- Lotte fra Ballademagergaden (1992)
- Lotte flytter hjemmefra (1993)
- Slangebøssen (1993)
- Rederiet (tv-serie, 1994)
- Vendetta (1995)
- Store og små mænd (1995)
- Glaspusterens børn (1998)
- En heks i familien (2000)
- Hundehotellet (animationsfilm, 2000)
- Jönssonligan spelar högt (2000)
- En forelskelse (2001)
- Sök (2006)
- Beck (tv-serie, 2007)